# Charles Coughlin
Charles Edward Coughlin (Hamilton, 25 de outubro de 1891 – Bloomfield Hills, 27 de outubro de 1979), comumente conhecido como Padre Coughlin (Father Coughlin), foi um padre católico canadense-americano radicado nos Estados Unidos. Ele foi o padre fundador do Santuário Nacional da Pequena Flor. Apelidado de "O Padre do Rádio" e considerado um demagogo de destaque,  foi um dos primeiros líderes políticos a usar o rádio para atingir um público de massa. Durante a década de 1930, quando a população dos EUA era de cerca de 120 milhões, estima-se que 30 milhões de ouvintes sintonizaram suas transmissões semanais. 
Coughlin nasceu em Ontário, filho de pais católicos irlandeses. Ele foi ordenado sacerdócio em 1916 e, em 1923, foi designado para o Santuário Nacional da Pequena Flor em Royal Oak, Michigan. Coughlin começou a transmitir seus sermões durante uma época de crescente sentimento anticatólico em todo o mundo. À medida que suas transmissões se tornaram mais políticas, ele se tornou cada vez mais popular. 
Inicialmente, Coughlin foi um defensor ferrenho de Franklin D. Roosevelt e seu New Deal; mais tarde, ele se desentendeu com Roosevelt, acusando-o de ser muito amigável com os banqueiros. Em 1934, ele fundou uma organização política chamada União Nacional pela Justiça Social. Sua plataforma pedia reformas monetárias, nacionalização das principais indústrias e ferrovias e proteção dos direitos trabalhistas. O número de membros ascendeu a milhões, mas não estava bem organizado localmente. 
Depois de fazer ataques a banqueiros judeus, Coughlin começou a usar seu programa de rádio Golden Hour para transmitir comentários antissemitas. No final da década de 1930, ele apoiou algumas das políticas da Alemanha Nazista e da Itália Fascista. As transmissões foram descritas como “uma variação da agenda fascista aplicada à cultura americana”.  Seus principais temas eram políticos e econômicos, e não religiosos, usando o slogan "Justiça Social".
Após a eclosão da Segunda Guerra Mundial na Europa em 1939, a Associação Nacional de Emissoras forçou o cancelamento do Golden Hour. Em 1942, a Arquidiocese de Detroit forçou Coughlin a fechar seu jornal Social Justice e proibiu sua distribuição pelo correio. Coughlin desapareceu da vida pública, trabalhando como pastor paroquial até se aposentar em 1966. Ele morreu em 1979 aos 88 anos.   

## Biografia
Charles Coughlin nasceu em 25 de outubro de 1891, em Hamilton, Ontário, filho único da católica irlandesa Amelia (nascida Mahoney) e Thomas Coughlin. Nascido em um bairro operário, ele viveu em uma casa modesta situada entre uma catedral católica e um convento.  Sua mãe, que lamentava não ter se tornado freira, era a figura dominante na casa e incutiu um profundo senso de religião em Charles. 
Após concluir o ensino secundário, Coughlin frequentou a Universidade de Toronto, matriculando-se no St. Michael's College, administrado pela Congregação de São Basílio, e graduando-se em 1911.   Coughlin então ingressou nos Padres Basilianos. Os basilianos eram uma ordem tradicional que denunciava a usura e apoiava a justiça social. Coughlin se preparou para o sacerdócio no Seminário de São Basílio e foi ordenado em Toronto em 1916. Os basilianos então o designaram para lecionar no Assumption College, sua instituição em Windsor, Ontário. 
Em 1923, uma reorganização da ordem religiosa de Coughlin resultou em sua saída. O Vaticano ordenou que os basilianos mudassem de uma sociedade de vida comum para uma vida monástica. Os membros da ordem eram obrigados a fazer os três votos religiosos tradicionais de castidade, pobreza e obediência. 
Não querendo aceitar a vida monástica, Coughlin solicitou a incardinação, ou transferência, dos Basilianos para a Arquidiocese de Detroit. Ele foi aceito em 1923 e mudou-se para Detroit. A arquidiocese designou Coughlin para cargos pastorais em diversas paróquias. Em 1925, quando Coughlin estava saindo de um prédio em Detroit, ele viu um homem roubando um porta-malas da parte de trás de seu carro. Quando Coughlin confrontou o ladrão, ele largou o baú e tentou atacá-lo. A luta continuou até que Coughlin o deixou inconsciente. O incidente recebeu cobertura nos jornais de Detroit. 
Em 1926, ele foi designado para o recém-fundado Santuário da Pequena Flor, uma congregação de 25 famílias em Royal Oak, Michigan.

## 1926 a 1930

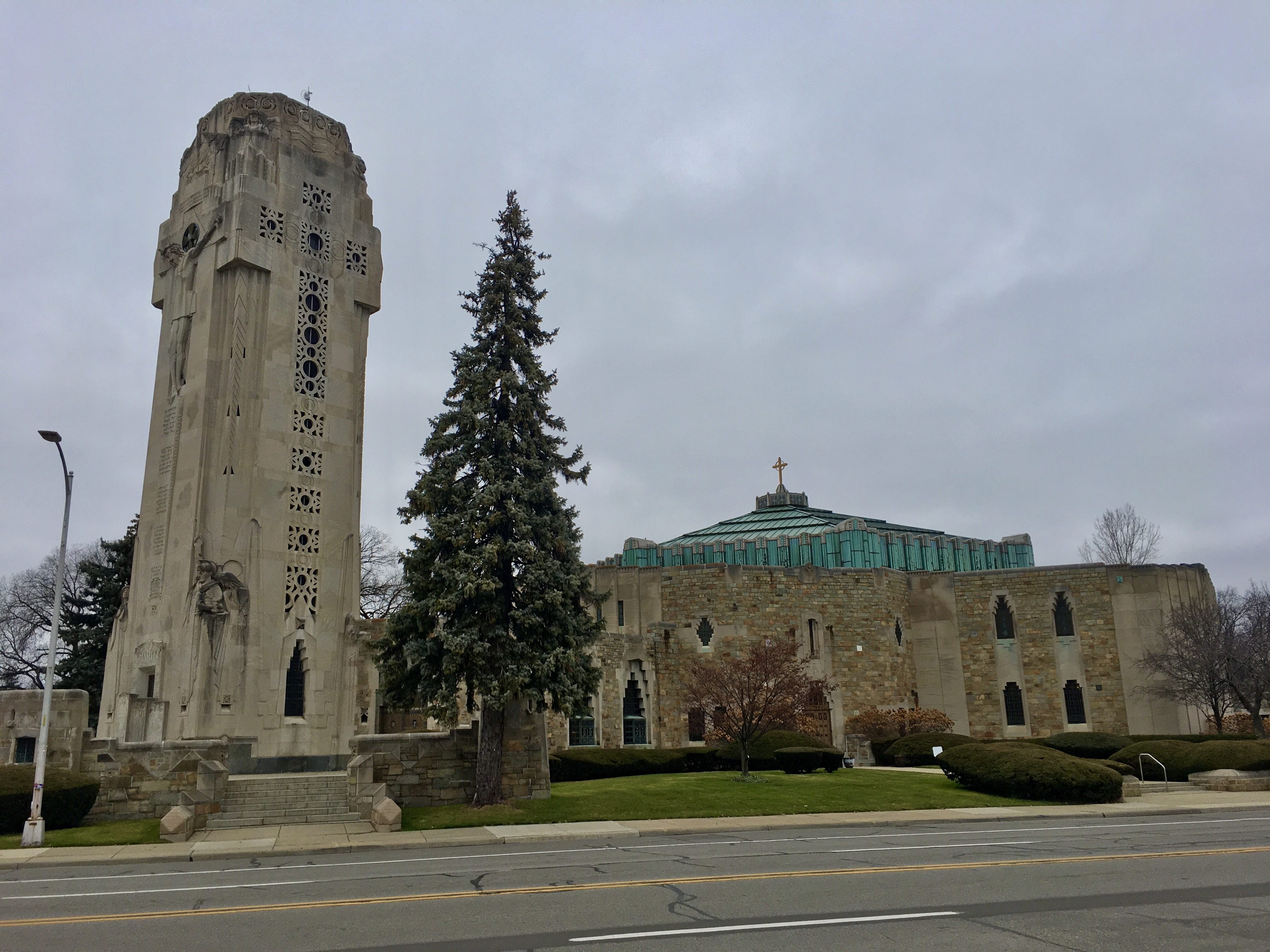
Torre da Crucificação da Caridade em frente ao Santuário Nacional da Pequena Flor, Royal Oak, Michigan

Em 1926, Coughlin começou a transmitir seus sermões de domingo na estação de rádio local WJR. Mais tarde, ele disse que começou seu programa de rádio em resposta à Ku Klux Klan queimando uma cruz no santuário e queria dar apoio aos católicos locais. No entanto, a transmissão também lhe proporcionou uma renda extra para pagar o empréstimo diocesano devido pelo santuário.  Coughlin começou na WJR com um programa de rádio semanal de uma hora de duração. Um orador talentoso, ele tinha uma voz rica e usava uma cadência cuidadosa. 
Quando a rede de rádio Goodwill Stations adquiriu a WJR em 1929, o proprietário George A. Richards reconheceu o talento de Coughlin como locutor. Richards encorajou Coughlin a concentrar seu programa mais na política do que na religião.  Coughlin então começou a atacar a desigualdade de renda, culpando o sistema bancário americano e os judeus pela pobreza dos trabalhadores americanos. A rede de rádio Columbia Broadcasting System (CBS) assinou um contrato para o programa de Coughlin em 1930 para transmissão nacional. Era chamada de Liga de Rádio da Pequena Flor. 

### 1931 a 1934

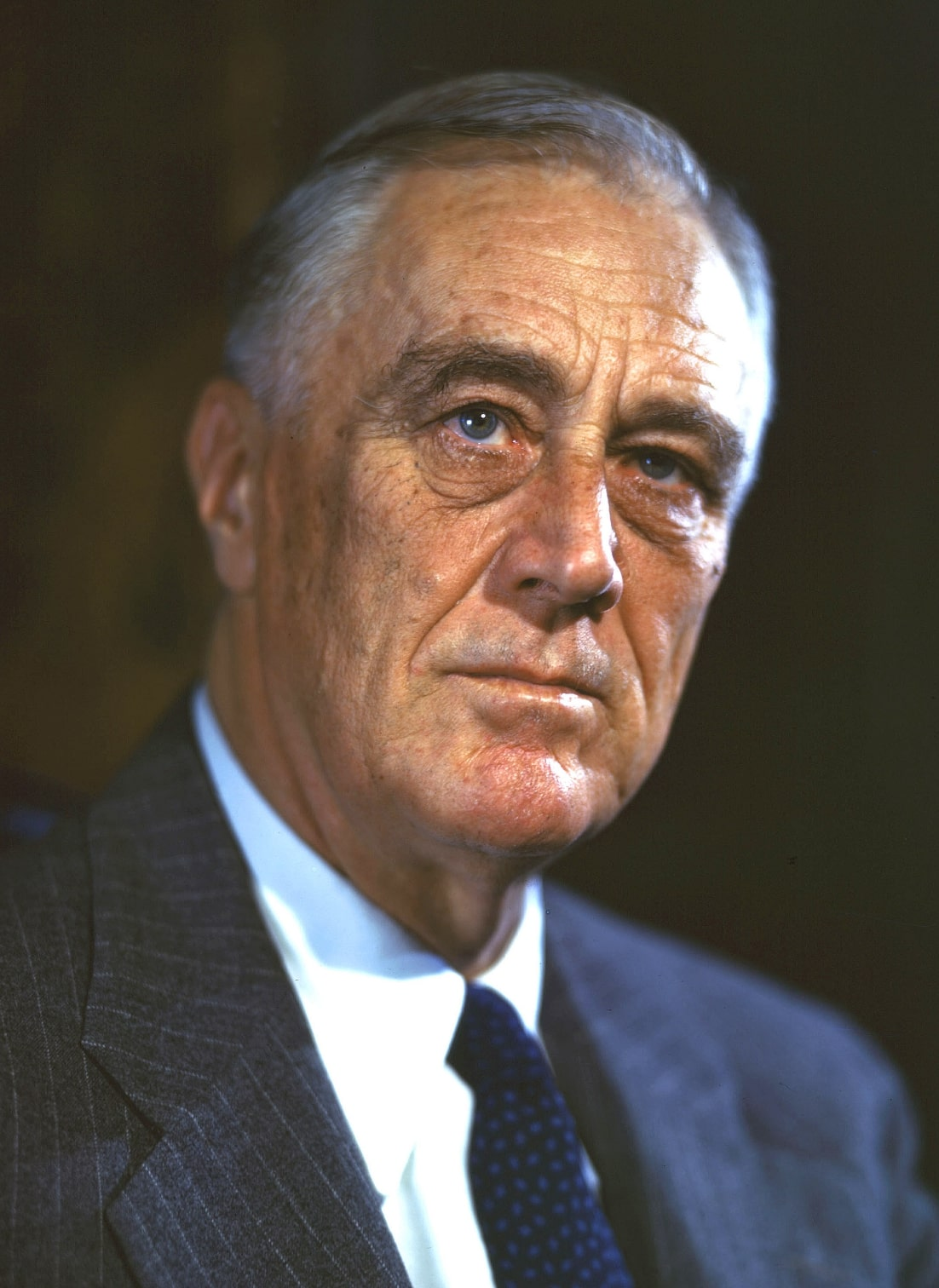
Franklin D. Roosevelt

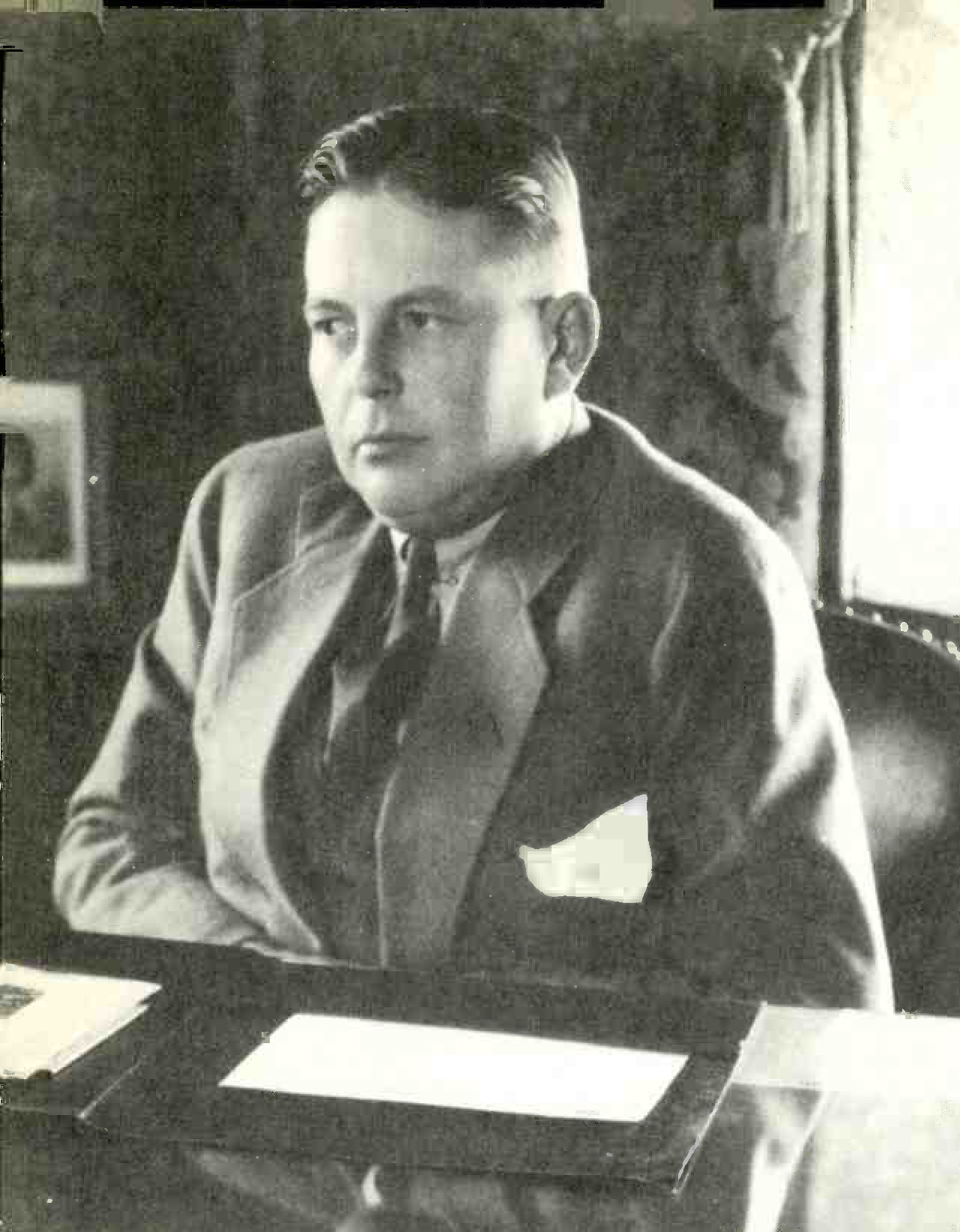
George Richards

Em 1931, Coughlin arrecadou dinheiro suficiente da Radio League para construir a enorme Torre da Crucificação de Caridade no Santuário da Pequena Flor. 
Em 1931, a CBS recebeu reclamações de várias emissoras afiliadas sobre as opiniões políticas de Coughlin. A direção da CBS também estava preocupada com seus ataques à administração do presidente dos EUA, Herbert Hoover.  A CBS então exigiu uma revisão dos roteiros de Coughlin antes da transmissão, o que ele recusou. Quando o contrato de Coughlin terminou com a CBS, a rede decidiu não renová-lo. 
Coughlin e Richards então estabeleceram uma rede de rádio financiada de forma independente. Seu programa se tornou a Hora de Ouro do Santuário da Pequena Flor (Golden Hour of the Shrine of the Little Flower), com a WJR e a WGAR em Cleveland servindo como estações principais.   Com Coughlin pagando pelo tempo de antena em uma base contratual, o número de afiliadas transmitindo Golden Hour aumentou para 25 estações em agosto de 1932.  As redes de rádio regionais, como a Yankee Network, a Quaker State Network, a Mohawk Network e a Colonial Network, também começaram a transmitir a Golden Hour.  A rede de rádio de Coughlin se tornou a maior do gênero nos Estados Unidos. Leo Fitzpatrick, que havia dado a Coughlin seu tempo de antena inicial na WJR em 1926 e foi mantido como coproprietário quando Richards comprou a estação,  continuou a servir como confidente e conselheiro de Coughlin. 
Com os Estados Unidos sofrendo com a Grande Depressão, Coughlin apoiou fortemente o governador de Nova York , Franklin D. Roosevelt, para presidente na eleição presidencial de 1932. Ele foi convidado para participar da Convenção Nacional Democrata de junho de 1932, em Chicago. Um dos primeiros apoiadores das reformas do New Deal de Roosevelt, Coughlin cunhou a popular frase "Roosevelt ou Ruína". Outra frase criada por Coughlin foi "O New Deal é o acordo de Cristo".  Depois de Roosevelt ter sido eleito em novembro de 1932, ele recebeu educadamente as propostas políticas de Coughlin, mas não demonstrou interesse em colocá-las em prática. 
Em 1933, o presidente da Comissão de Valores Mobiliários, Joseph P. Kennedy Sr., um forte apoiador do New Deal e de Roosevelt, que supostamente era amigo de Coughlin, alertou que ele estava "se tornando uma proposta muito perigosa" como oponente de Roosevelt e "um demagogo declarado".   No mesmo ano, The Literary Digest escreveu: "Talvez nenhum homem tenha agitado o país e cortado tão profundamente a separação entre a velha ordem e a nova como o Padre Charles E. Coughlin." 

### 1934 a 1936

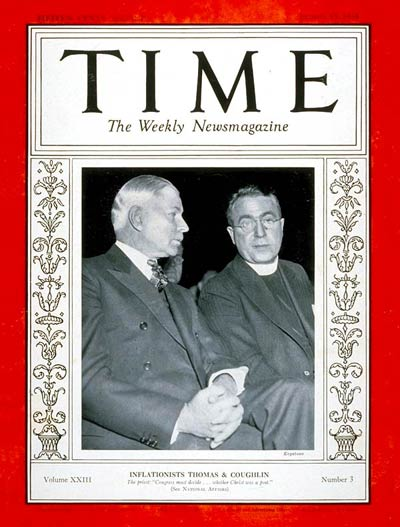
Padre Coughlin e o senador Elmer Thomas na capa da revista Time (1934)

Em 1934, Coughlin fundou a União Nacional pela Justiça Social (NUSJ), uma organização nacionalista de direitos dos trabalhadores. Seus líderes estavam impacientes com o que consideravam as políticas monetárias inconstitucionais e pseudocapitalistas de Roosevelt. O NUSJ logo ganhou um forte apoio entre os nativistas e oponentes do Federal Reserve, especialmente no Centro-Oeste americano.
Em 1934, Coughlin era talvez o mais proeminente orador católico sobre questões políticas e financeiras. Sua audiência de rádio incluía dezenas de milhões de americanos toda semana. O historiador Alan Brinkley escreveu que "em 1934, ele [Coughlin] recebia mais de 10.000 cartas todos os dias" e que "sua equipe clerical às vezes chegava a mais de cem".  Ele prenunciou o moderno rádio falado e o televangelismo.  No entanto, a Universidade de Detroit Mercy afirma que o pico de audiência da Golden Hour foi em 1932. 
Estima-se que, no auge, um terço da nação ouvia suas transmissões.  O escritório da Golden Hour recebia até 80.000 cartas por semana de ouvintes. O autor Sheldon Marcus disse que o tamanho da audiência de rádio de Coughlin "é impossível de determinar, mas as estimativas variam até 30 milhões por semana". 
Em 1934, Roosevelt enviou Kennedy e o prefeito de Detroit, Frank Murphy, para visitar Coughlin e tentar moderar seus ataques.  Coughlin visitou Roosevelt várias vezes em sua propriedade em Hyde Park, Nova York.  Em uma tentativa de controlar os excessos da indústria de rádio, o Congresso aprovou a Lei de Comunicações de 1934, estabelecendo a Comissão Federal de Comunicações (FCC). O presidente da FCC, Frank R. McNinch, alertou que não permitiria que as emissoras utilizassem as suas redes ou estações como “...um instrumento de perseguição racial ou religiosa”. 
Os ataques de Coughlin a Roosevelt continuaram a aumentar. Ele começou a denunciá-lo como uma ferramenta de Wall Street. Coughlin se opôs ao New Deal com veemência crescente, atacando Roosevelt, capitalistas e supostos conspiradores judeus. Ele encorajou a candidatura de um terceiro partido do governador da Louisiana, Huey Long, para presidente na eleição de 1936, mas isso foi interrompido pelo assassinato de Long em 1935. Sob a direção de Coughlin, o NUSJ fundou o Partido da União em preparação para as eleições de 1936.

### 1936 a 1938

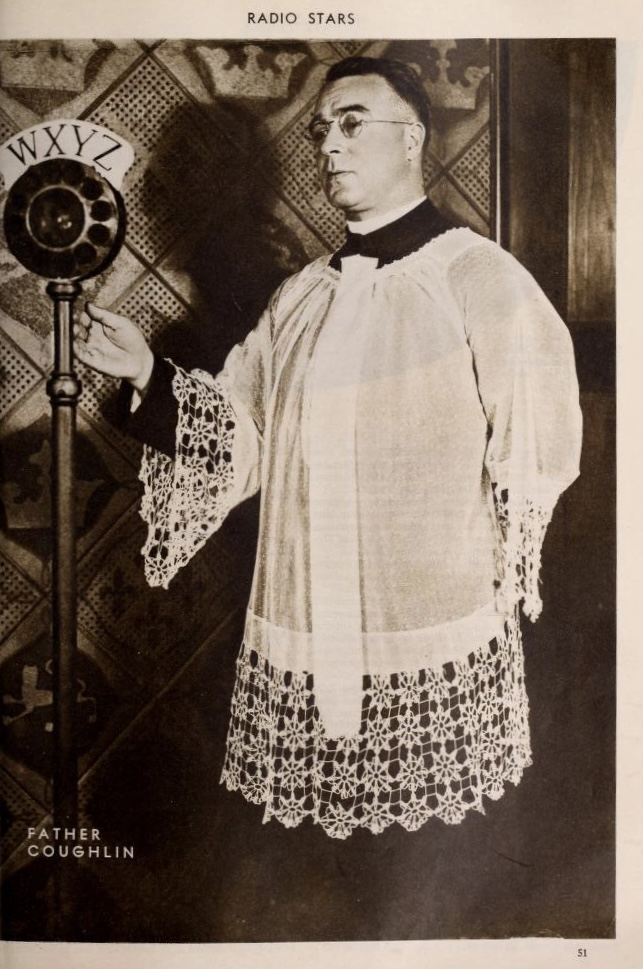
Padre Coughlin apresentando seu programa Golden Hour (1934)

No início de 1936, a pedido de Kennedy, o bispo Francis Spellman e o cardeal Eugenio Pacelli tentaram silenciar o vitríolo de Coughlin.  Embora a hierarquia católica americana não aprovasse Coughlin, apenas o superior dele — o bispo Michael Gallagher de Detroit — tinha autoridade canônica para contê-lo. Gallagher era um forte apoiador de Coughlin e recusou-se a detê-lo.  A hierarquia da igreja também temia a reação dos apoiadores católicos de Coughlin se eles o repreendessem. 
Coughlin inaugurou uma nova igreja no Santuário da Pequena Flor em 1936, uma estrutura octogonal em forma de tenda. Uma de suas características únicas era um altar posicionado no centro do culto. Este desenho não se tornou comum nas igrejas católicas até as reformas do Concílio Vaticano II na década de 1960. 
Com o início das eleições presidenciais dos EUA em 1936, Coughlin estava pronto para apoiar um candidato de um terceiro partido que concorresse contra Roosevelt. Em um comício da NUSJ no Estádio Municipal de Cleveland em 11 de maio de 1936, Coughlin previu que a NUSF "ficaria com metade de Ohio" nas próximas eleições primárias, citando vários candidatos ao Congresso com apoio da NUSJ.  Após a eclosão da Guerra Civil Espanhola em julho, Coughlin acusou Roosevelt de "inclinar-se para o socialismo internacional" por não apoiar os nacionalistas sob o comando do general Francisco Franco. Coughlin presidiu a Convenção de Townsend realizada em julho no Cleveland Public Hall em 23 de julho. No seu discurso de 16 de Julho, Coughlin chamou Roosevelt de mentiroso e comunista, referindo-se a ele como "Franklin Doublecross Roosevelt". 
Na convenção do partido Union no Estádio Municipal de Cleveland em 16 de agosto, Coughlin apoiou o candidato presidencial do partido, o representante da Câmara William Lemke.  Coughlin desmaiou perto do final do seu discurso.  Num artigo doBoston Post de 16 de agosto, Coughlin referiu-se a Kennedy como a "estrela brilhante entre os 'cavaleiros' obscuros da Administração [Roosevelt]". 
Coughlin prometeu aos seus ouvintes de rádio que se aposentaria da transmissão se não conseguisse nove milhões de votos para Lemke; ele recebeu apenas 850.000 votos.  Roosevelt venceu a eleição em 5 de novembro por uma vitória esmagadora.  De acordo com um estudo de 2021 da American Economic Review, as críticas de Coughlin reduziram a parcela de votos de Roosevelt em relação à eleição de 1932.  Após a eleição, tanto o Partido da União quanto sua organização-mãe, a NUSJ, se dissolveram; Coughlin se aposentou da Golden Hour por dois meses. 
Após a morte do Bispo Gallagher em janeiro de 1937, o Papa Pio XI o substituiu pelo Arcebispo Edward Mooney. Coughlin então deixou a aposentadoria para retornar ao Golden Hour, em homenagem à memória de Gallagher. Em Outubro de 1937, Mooney repreendeu Coughlin por lançar calúnias sobre a sanidade de Roosevelt sobre a sua nomeação do senador dos EUA Hugo Black para o Supremo Tribunal dos EUA. 

### 1938

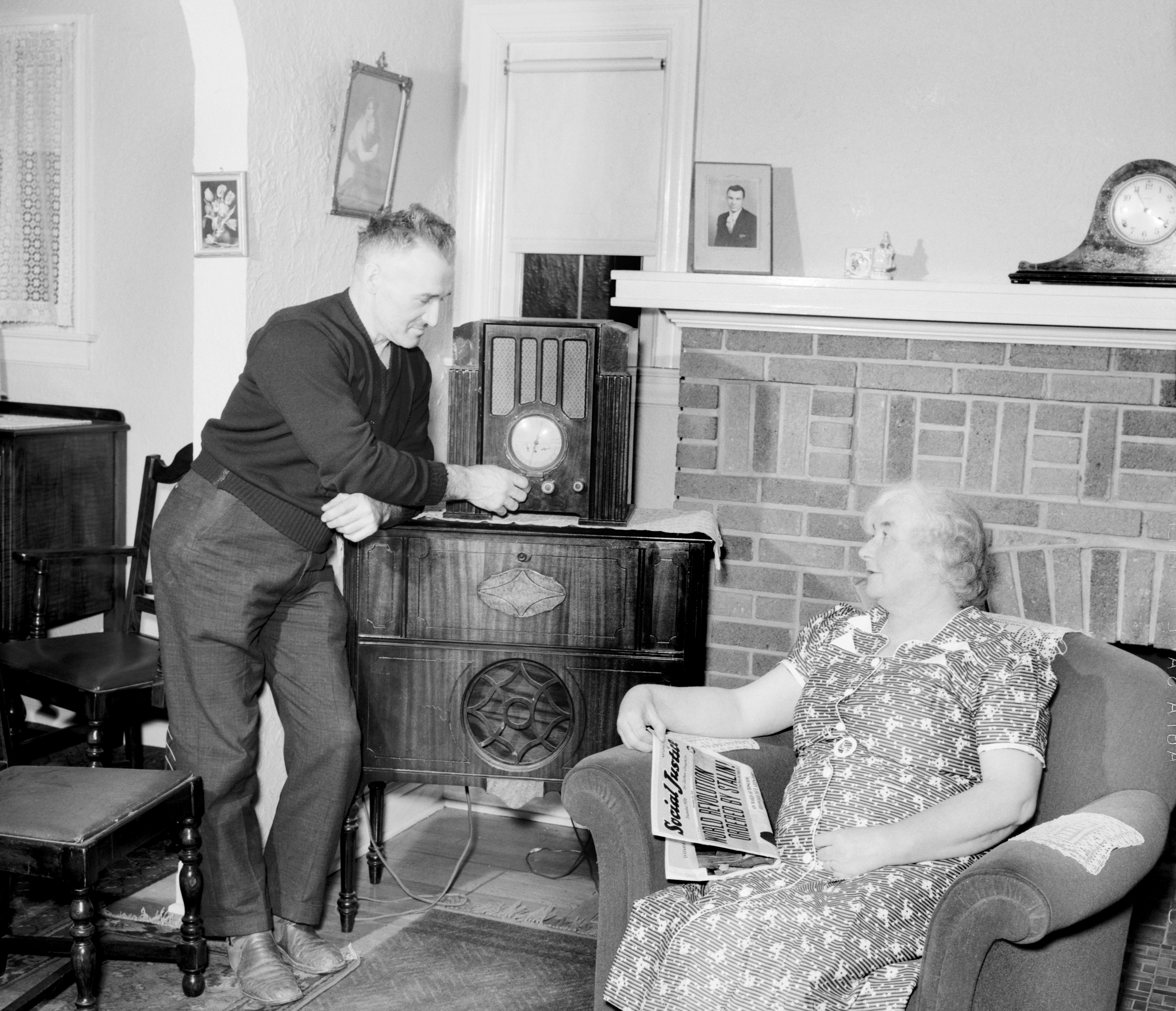
Casal ouvindo Golden Hour e lendo a revista Social Justice

Em 1938, a Golden Hour estava sendo transmitida para um pico de 58 afiliadas.   Em maio de 1938, Coughlin convocou uma "cruzada contra as forças anticristãs da Revolução Vermelha" em Social Justice. Isso o levou a fundar uma nova organização, a Frente Cristã.  Seus membros somavam vários milhares. Ao contrário do NUSJ, os membros da Frente Cristã eram principalmente homens irlandeses-americanos da cidade de Nova York e de outras cidades do leste.
Em 9 e 10 de novembro de 1938, organizações e simpatizantes nazistas atacaram empresas e sinagogas judaicas em toda a Alemanha, no que ficou conhecido como Kristallnacht. Quando o proprietário da WMCA em Nova York, Donald Flamm, viu o roteiro preliminar para a transmissão do Golden Hour de 20 de novembro, ele imediatamente exigiu que Coughin mudasse as referências inflamatórias aos judeus. No entanto, Flamm não chegou a ver o roteiro final.
Na transmissão de 20 de novembro, Coughlin desviou a culpa dos nazistas pela Kristallnacht. Ele se referiu a "milhões" de cristãos que teriam sido assassinados na União Soviética pelo seu governo. Falando da Alemanha, Coughlin disse: "A perseguição aos judeus só ocorreu depois que os cristãos foram perseguidos primeiro".  Após o término da transmissão, o locutor da cabine da WMCA disse: "Infelizmente, o padre Coughlin proferiu muitas declarações falsas sobre os fatos". 
Após a transmissão, WMCA, WIND e WJJD exigiram cópias antecipadas do roteiro para o programa de 27 de novembro. Quando Coughlin não conseguiu entregá-los, todas as três estações cancelaram. Flamm observou que o show "foi calculado para incitar o ódio religioso e racial e a dissensão neste país".   [a] Coughlin então retirou todas as transmissões futuras das três estações, acusando-as de estarem sob "propriedade judaica".   [a]  Na edição de 5 de dezembro da Social Justice, Coughlin escreveu uma coluna que plagiou partes de um discurso de 1935 do Ministro da Propaganda Alemão Joseph Goebbels, um antissemita raivoso. 
Em 14 de dezembro, o cardeal George Mundelein, arcebispo de Chicago, emitiu a primeira condenação formal de Coughlin pela hierarquia católica. Mundelein disse que Coughlin era: "...não está autorizado a falar pela Igreja Católica, nem representa a doutrina ou os sentimentos da Igreja." 
Quatro dias depois, milhares de seguidores de Coughlin, muitos associados à Frente Cristã, fizeram piquetes nos estúdios da WMCA em protesto. Alguns deles gritaram declarações antissemitas, como "Mandem os judeus de volta para onde vieram em barcos furados!" e "Esperem até Hitler vir aqui!" Os protestos na WMCA continuaram por 38 semanas.   Coughlin participou de alguns protestos. 
Coughlin atacou cada vez mais as políticas de Roosevelt. A administração decidiu que, embora a Primeira Emenda protegesse a liberdade de expressão, ela não se aplicava necessariamente à radiodifusão porque o espectro de rádio era um "recurso nacional limitado" e, como resultado, era regulamentado como um bem comum de propriedade pública. As autoridades impuseram novas regulamentações e restrições às estações de rádio com o propósito específico de tirar Coughlin do ar. Pela primeira vez, as autoridades exigiram que as emissoras de rádio regulares solicitassem licenças de operação.
Quando a licença de operação de Coughlin foi negada, ele foi temporariamente silenciado. Coughlin contornou as novas restrições comprando tempo de transmissão e reproduzindo seus discursos por meio de transcrição. No entanto, ter que comprar o tempo de transmissão semanal em estações individuais reduziu drasticamente seu alcance e também sobrecarregou seus recursos financeiros. [b]

### 1939

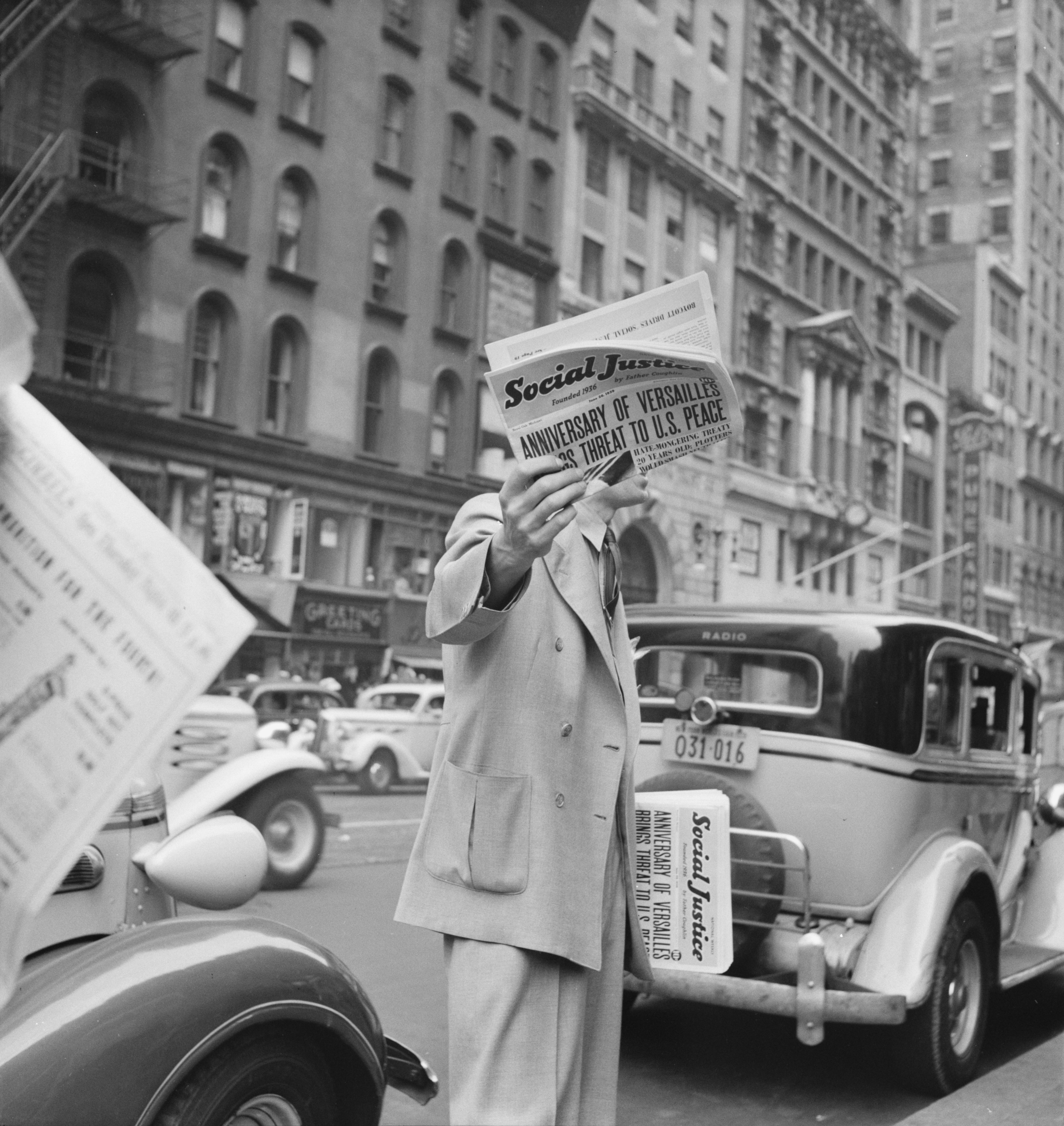
Revista Social Justice à venda na cidade de Nova York (1939)

Em 1939, o Instituto de Análise de Propaganda usou as palestras de rádio de Coughlin para ilustrar métodos de propaganda em seu livro The Fine Art of Propaganda, que pretendia mostrar os efeitos da propaganda contra a democracia.  Coughlin foi elogiado em janeiro de 1939 pelo Regime Fascista, um jornal italiano alinhado ao governo fascista da Itália. 
Após a eclosão da Segunda Guerra Mundial na Europa, em setembro de 1939, Coughlin apelou aos ouvintes da Golden Hour para que viajassem para Washington DC como "um exército de paz". Seu objetivo era impedir a revogação pelo Congresso dos Atos de Neutralidade, uma série de embargos de armas aprovados durante a década de 1930 para garantir a neutralidade americana em um conflito europeu. Este apelo levou os oponentes de Coughlin a acusá-lo de fomentar uma incitação que beirava a guerra civil. 
O apelo de Coughlin para uma marcha sobre Washington motivou finalmente a Associação Nacional de Radiodifusores (NAB) a tomar medidas contra a Hora de Ouro.  Temendo a intervenção da FCC, o NAB formou um Comité de Código auto-regulador que limitou a venda de tempo de antena a indivíduos controversos.  O Comitê criou um código, que foi ratificado em outubro de 1939, que exigia que todas as emissoras de rádio enviassem seus roteiros às estações de rádio para revisão antes da transmissão. As estações que não cumprissem o código enfrentavam a ameaça de revogação da licença.   Este código foi elaborado especificamente como uma resposta a Coughlin e Golden Hour .  A WJR, a WGAR e a Yankee Network, todas as quais transmitiam o Golden Hour, ameaçaram sair da NAB por causa do novo código, mas acabaram adotando-o. [c] 

### 1940 a 1942

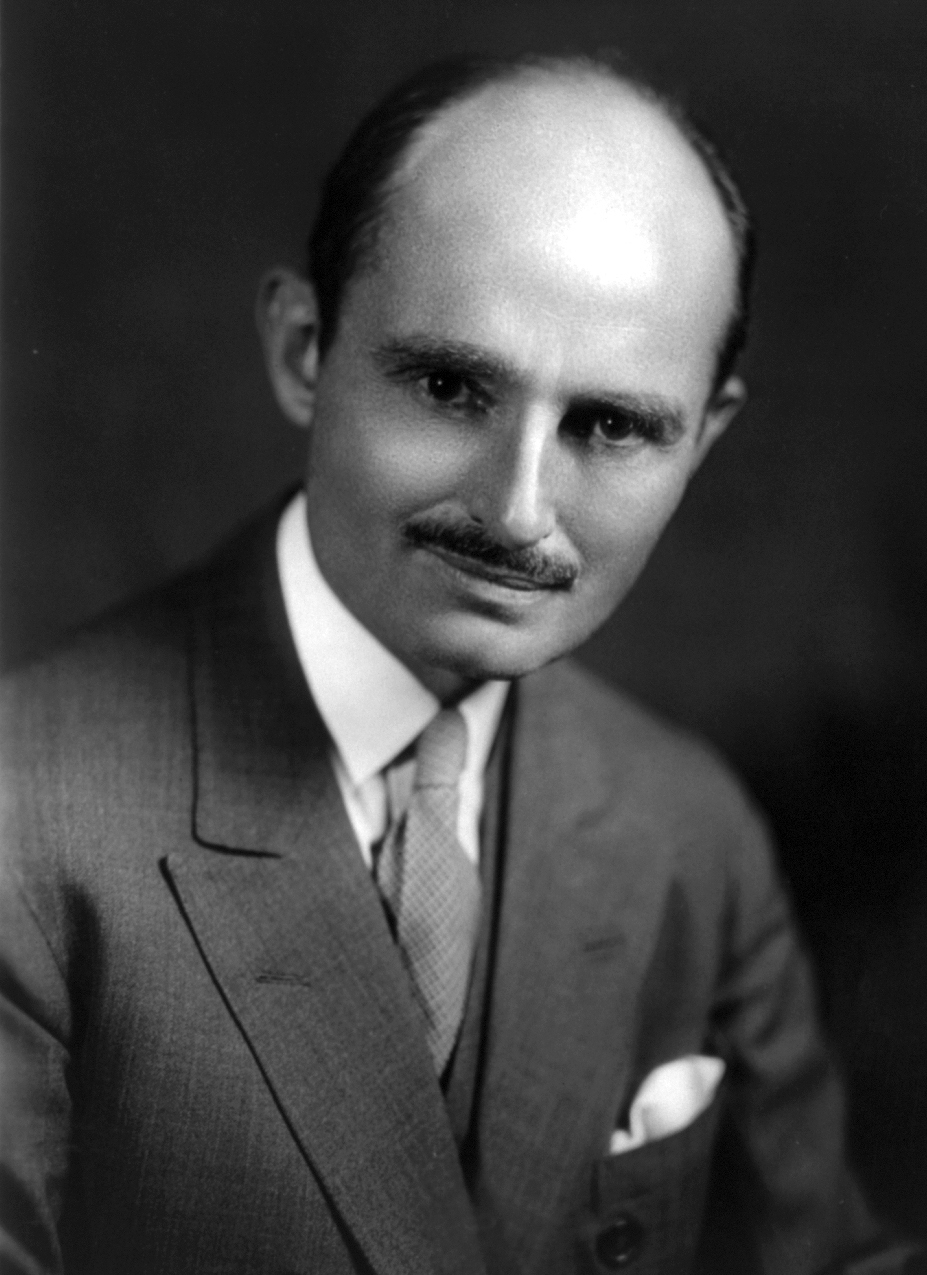
Procurador-Geral dos EUA Francis Biddle

Em janeiro de 1940, o Federal Bureau of Investigation (FBI) invadiu a sede da Frente Cristã no Brooklyn, prendendo 17 homens sob acusações de conspirar para derrubar o governo dos EUA. Coughlin emitiu então uma declaração, dizendo que, embora não fosse membro da Frente Cristã e repudiasse a violência, não se desvinculou do grupo.   Ele chamou a Frente de "pró-americana, pró-cristã, anticomunista e antinazista".  Os julgamentos dos 17 homens terminaram em absolvições e júris empatados.
Na edição de 23 de setembro de 1940 da Social Justice, Coughlin anunciou que estava cancelando a Golden Hour, forçado "...por aqueles que controlam circunstâncias além do meu alcance".  Coughlin agora tinha que confiar na Justiça Social para alcançar seus seguidores. Em 1940, revertendo sua posição anterior, Kennedy atacou o isolacionismo de Coughlin.    Após o ataque japonês a Pearl Harbor em dezembro de 1941 e a declaração de guerra dos EUA contra as Potências do Eixo, os movimentos antiintervencionistas perderam rapidamente o apoio público. Isolacionistas como Coughlin foram rotulados como simpatizantes do inimigo.
Em 14 de abril de 1942, o procurador-geral dos EUA, Francis Biddle, escreveu uma carta ao diretor-geral dos correios, Frank Walker, sugerindo que ele revogasse o privilégio de correspondência de segunda classe da Justiça Social .  Usando a Lei de Espionagem de 1917 como justificativa legal, Walker suspendeu temporariamente a autorização de envio para a Justiça Social em 14 de abril    Walker agendou uma audiência sobre sua suspensão permanente para 29 de abril, posteriormente adiada para 4 de maio.  Incapaz de enviar a Social Justice aos seus assinantes, Coughlin limitou-se a distribuí-la apenas por camiões de entrega privados na área de Boston. 
Biddle também convocou um grande júri federal para considerar acusações de sedição contra a Justiça Social e Coughlin.  Biddle pediu ao banqueiro Leo Crowley, nomeado por Roosevelt, que oferecesse um acordo ao Arcebispo Mooney; o Departamento de Justiça dos EUA não processaria Coughlin se ele fechasse a Social Justice e interrompesse todas as suas atividades políticas. 
Em 1º de maio, Mooney ordenou que Coughlin se limitasse apenas aos deveres pastorais do Santuário da Pequena Flor. A alternativa era sua suspensão do ministério ativo e indiciamento federal. Coughlin obedeceu à ordem de Mooney e a Social Justice encerrou a publicação. A audiência de 4 de maio perante o Diretor Geral dos Correios foi cancelada. 

## Vida posterior

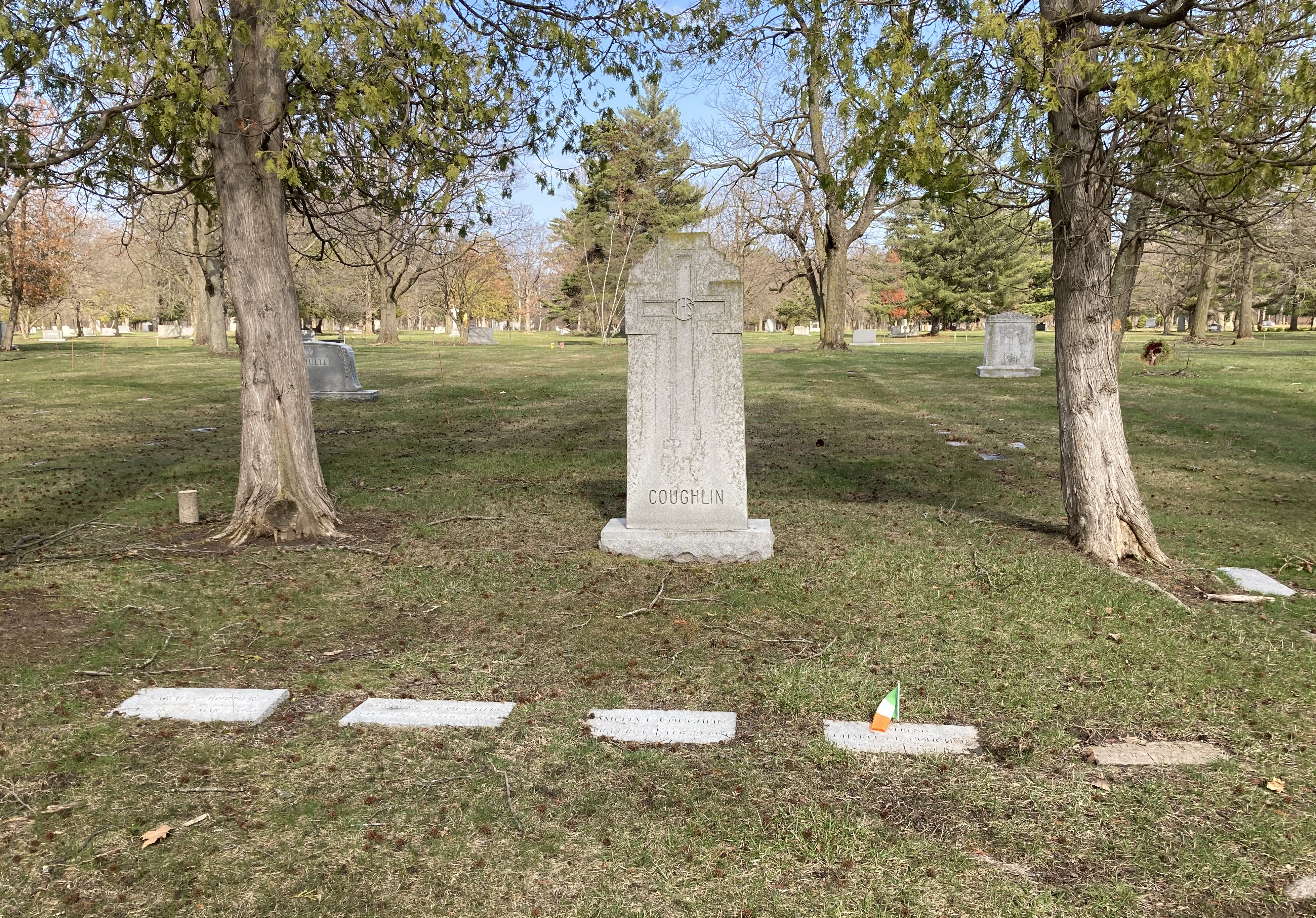
Túmulo do Padre Coughlin no Cemitério do Santo Sepulcro, Southfield, Michigan

Coughlin serviu como pastor do Santuário da Pequena Flor até sua aposentadoria em 1966. Durante este período, a Arquidiocese de Detroit revisou todos os discursos públicos de Coughlin com antecedência.  Em 1951, ele compareceu ao funeral de Richards.  Richards morreu após uma longa luta legal para manter suas licenças de transmissão em meio a acusações de antissemitismo e de usar as estações para promover seus interesses políticos.  
Coughlin morreu em Bloomfield Hills, Michigan, em 1979, aos 88 anos.  Autoridades da Igreja declararam que ele estava acamado há várias semanas.  Ele foi enterrado no Cemitério do Santo Sepulcro em Southfield, Michigan. 
O Papa Francisco designou o Santuário da Pequena Flor como uma basílica menor em 2015.  

## Opiniões

### Antissemitismo
O produtor de televisão Norman Lear relata em sua autobiografia como as transmissões de rádio de Coughlin o perturbaram profundamente aos nove anos de idade. Como judeu, eles o alertaram sobre o antissemitismo generalizado na sociedade americana. 
Coughlin acreditava que os banqueiros judeus estavam por trás da Revolução de Outubro de 1917 na Rússia, que levou os bolcheviques ao poder, apoiando a teoria da conspiração do bolchevismo judaico.    Durante a última metade de 1938, a Social Justice publicou parcelas semanais dos Protocolos dos Sábios de Sião de 1903, um texto antissemita. 
Coughlin negou ser antissemita em várias ocasiões.  No entanto, ele recebeu financiamento indireto do governo alemão. 

### Comunismo e socialismo
Em janeiro de 1930, Coughlin começou a atacar o socialismo e o comunismo soviético, ambas ideologias fortemente combatidas pela Igreja Católica. Em 1933, Coughlin criticou a decisão de Roosevelt de estender o reconhecimento diplomático dos Estados Unidos à União Soviética. 
Coughlin criticou os capitalistas americanos, afirmando que sua ganância estava tornando as ideologias comunistas atraentes para os trabalhadores. Ele advertiu: "Que o trabalhador não possa dizer que é levado às fileiras do socialismo pela ganância desmedida e gananciosa do fabricante." 

### Capitalismo
O historiador Michael Kazin escreveu que os seguidores de Coughlin viam o capitalismo e o comunismo como igualmente malignos. Eles acreditavam que estavam a defender aquelas pessoas que estavam mais unidas pela piedade, pela frustração económica e por um medo comum de inimigos poderosos e modernizadores do que por qualquer identidade de classe.  Em uma transmissão de 1930, Coughlin declarou:
“Vivemos para ver o dia em que os Shylocks modernos engordaram e enriqueceram, foram elogiados e divinizados, porque perpetuaram o antigo crime da usura sob o moderno esquema de estadista.”
Coughlin proclamou em 1935:
"Dediquei a minha vida a lutar contra a podridão hedionda do capitalismo moderno porque ele rouba dos trabalhadores os bens deste mundo. Mas golpe por golpe atacarei o comunismo, porque ele nos rouba a felicidade do próximo mundo."
Os artigos de fé da NUSJ incluíam garantias de trabalho e rendimento, a nacionalização de indústrias-chave, a redistribuição de riqueza através do aumento da tributação dos ricos, a proteção federal dos sindicatos e a limitação dos direitos de propriedade em favor do controlo governamental dos ativos do país para o bem público.  Coughlin disse:
Mantemos o princípio de que não poderá haver prosperidade duradoura se existir livre concorrência na indústria. Portanto, cabe ao governo não apenas legislar sobre um salário mínimo anual e um horário de trabalho máximo a ser observado pela indústria, mas também reduzir o individualismo de modo que, se necessário, as fábricas sejam licenciadas e a sua produção seja limitada.
Um dos slogans de Coughlin era "Menos preocupação com o internacionalismo e mais preocupação com a prosperidade nacional",  que agradou aos isolacionistas e a muitos católicos irlandeses. 

### Oferta monetária
Coughlin falou sobre a influência negativa do que ele chamou de "cambistas". Ele também condenou o que chamou de governo "...permitindo que um grupo de cidadãos privados criasse dinheiro..." às custas da nação.  Ele disse que a Grande Depressão foi uma "fome de dinheiro" e propôs a nacionalização do Sistema da Reserva Federal como solução. Em janeiro de 1934, Coughlin testemunhou perante o Congresso dos EUA, dizendo:
"Se o Congresso não apoiar o Presidente no seu programa monetário, prevejo uma revolução neste país que fará com que a Revolução Francesa pareça boba!" Ele também disse na audiência do Congresso: "Deus está orientando o Presidente Roosevelt."
Coughlin instou Roosevelt a usar a cunhagem ilimitada de prata para inflar a oferta de moeda e reorganizar o sistema financeiro.  O governo dos EUA aumentou o investimento em prata por um período limitado após a Lei de Compra de Prata de 1934, que resultou na nacionalização das minas de prata dos EUA entre 1934 e 1943 por meio de impostos de selo. 
Na década de 1930, Coughlin pediu ao Congresso que retomasse o controle da oferta de moeda dos Bancos da Reserva Federal. Ele disse que o Congresso tinha autoridade, nos termos do Artigo I da Constituição dos EUA, para cunhar moeda e regular o seu valor. 

### Fascismo
À medida que a década de 1930 avançava, as opiniões de Coughlin mudaram. Eventualmente, ele se tornou "abertamente antidemocrático", de acordo com os cientistas políticos Steven Levitsky e Daniel Ziblatt, "pedindo a abolição dos partidos políticos e questionando o valor das eleições".  As suas opiniões refletiam as de Richards, que tinha convicções conservadoras reacionárias. 
Em 1936, Coughlin expressou simpatia pelos governos fascistas de Adolf Hitler na Alemanha e de Benito Mussolini na Itália, classificando-os como um antídoto ao comunismo.  Uma reportagem do New York Times de Berlim em 1938 identificou Coughlin como "o herói alemão na América no momento", com suas declarações simpáticas ao nazismo como "uma frente defensiva contra o bolchevismo". 

No entanto, em Fevereiro de 1939, quando a organização nazi americana, a German American Bund, realizou um grande comício na cidade de Nova Iorque,  Coughlin distanciou-se imediatamente deles. Durante uma transmissão da Golden Hour, ele disse:
"Nada pode ser ganho ligando-nos a qualquer organização que esteja empenhada em agitar animosidades raciais ou em propagar ódios raciais. As organizações que se apoiam em tais plataformas são imorais e as suas políticas são apenas negativas."

### Lei Seca
Coughlin criticou a Lei Seca, que ele disse ser obra de "fanáticos".